# La otra (telenovela puertorriqueña)
La otra es una telenovela puertorriqueña producida por Ángela Meyer, al cargo de Empresas Meyer de Jesús para Teleonce en 1988.
Protagonizada por Claribel Medina (en doble papel), Carlos Vives y Junior Álvarez y antagonizada por Elia Enid Cadilla y Félix Loreto, con la actuación estelar de Yasmin Pereira Febles. La telenovela se emitió en países como Colombia, Panamá o República Dominicana.

## Sinopsis
Brenda Ballesteros (Elia Enid Cadilla) es una mujer ambiciosa casada con un hombre rico, Brenda y su amante Iván Peralta (Félix Loreto) planean la muerte del esposo de Brenda, colocando una bomba en el avión que él viajaba. El esposo de Brenda muere y deja su herencia a Brenda. Laura (Claribel Medina) es una hija que tuvo Brenda antes de casarse, Ignacio (Junior Álvarez) uno de sus hijos de su primer matrimonio y a su otro hijo que era ciego (Jaime Montilla).
Laura era una muchacha tímida e inocente, vivía manipulada por su madre, hasta el punto que para quedarse con su parte de fortuna, Brenda la interna en una clínica psiquiátrica. Un día Laura se escapa de esa clínica y comienza a caminar, sin querer entra a un taller de mecánica donde conoce una mujer idéntica físicamente a ella llamada por todos Cachito, ellas dos eran gemelas y no lo sabían, pues Brenda al tratar de salvar a sus hijas de morir en un incendio se quemó sus manos, por eso en toda la novela usaba guantes, detestaba a sus hijas y así fue que abandonó a una de sus gemelas.
Cachito era una mujer extrovertida, alegre, muy diferente a su gemela Laura que era una mujer atormentada, Cachito tenía un primo que también era mecánico llamado Arnaldo (Carlos Vives) ambos eran novios. Cachito se va a vivir a casa de Brenda haciéndose pasar por Laura y Laura hace lo mismo en casa de Cachito, es ahí cuando Laura y Arnaldo se enamoran y lo mismo sucede entre Ignacio y Cachito.
A lo largo de la novela Brenda e Iván cometerán muchos asesinatos para lograr su propósito.

## Elenco

#### Protagonistas
- Carlos Vives - Arnaldo Vásquez
- Claribel Medina - Laura / Cachito
- Junior Álvarez - Ignacio

#### Estrella invitada
- Yasmín Pereira Febles - Mora Castillo

#### Los primeros actores
- Armando Martínez
- Carmen Belén Richardson
- Orlando Rodríguez

#### Actuaciones especiales
- Axel Cintron
- Viviana Falcón
- Edwin Francisco
- Darisabel Isales
- Maigualida Montez
- Jaime Montilla como el hermano ciego de Ignacio
- Eileen Navarro
- Luz Minerva Rodríguez
- Lucy Boscana

#### Estrella extranjera invitada
- Lilian Valmar

#### Estrellas invitadas
- Sharon Riley como Reina del Solar
- Pedro Orlando Torres como Ariel Giménez
- Rosaura Andreu como Lola

#### Y la primera actriz
- Elia Enid Cadilla como Brenda Ballesteros

#### Y el primer actor
- Miguel Ángel Suárez como Juan Vázquez

#### También actúan
- Félix Loreto - Iván Peralta
- Juan Carlos Santa Cruz
- Nelly Jo Carmona
- Carlos Esteban Fonseca
- Carlos Merced

## Equipo de producción
- Libro original de: Jorge Cavanet
- Intérprete tema musical: Carlos Vives
- Musicalización: Benito de Jesús Hijo
- Diseño de iluminación: Juan Carlos Suárez, asistente Rubén Sola
- Diseño escenográfico: Juan José Urbini
- Realización escenográfica: Elio Ortiz
- Gerente de producción: Axel Anderson
- Dirección y puesta en escena: Martín Clutet
- Productora general: Ángela Meyer

## Emisión Internacional
Colombia